# Chenopodium pelgrimsianum
Chenopodium pelgrimsianum är en amarantväxtart som beskrevs av Paul Aellen. Chenopodium pelgrimsianum ingår i släktet ogräsmållor, och familjen amarantväxter. Inga underarter finns listade i Catalogue of Life.